# Carrión de los Céspedes
Carrión de los Céspedes è un comune spagnolo di 2 320 abitanti situato nella comunità autonoma dell'Andalusia.